# Baiyin (Stadtbezirk)
Der Stadtbezirk Baiyin (chinesisch 白银区, Pinyin Báiyín Qū) gehört zum Verwaltungsgebiet der gleichnamigen bezirksfreien Stadt Baiyin der chinesischen Provinz Gansu. Er hat eine Fläche von 1.372 Quadratkilometern und zählt 303.800 Einwohner (Stand: Ende 2018).